# Mulheres à Vista
Mulheres à Vista é um filme de comédia musical ("chanchada") brasileiro de 1959, dirigido por J.B.Tanko para a Herbert Richers. Números musicais com os protagonistas Zé Trindade e Grande Otelo, além de Nelson Gonçalves, Bill Farr (que também atua), Virgínia Lane, Emilinha Borba, Jorge Goulart, Dircinha Batista, Linda Batista, Joel de Almeida, Neusa Maria, Ruy Rey e Orquestra e Jupira e suas Cabrochas 

## Elenco
- Zé Trindade...João Flores
- Consuelo Leandro...Mariazinha Boca de Caçapa
- Grande Otelo...Napoleão Josafá
- Estelita Bell...Madame Virtuosa
- Renato Restier...Galileu
- Aída Campos...Estelita
- Duarte de Moraes...Manoel
- Geraldo Meyer...Heleno
- Carlos Imperial...Benedito "Sete Fôlegos"
- Bill Farr...Carlos
- Darci Souza
- Carvalhinho (creditado como Rodolfo Carvalho)
- Geraldo Alves...cobrador de voz fina

## Sinopse
João Flores é empresário de uma companhia teatral mambembe formada por ele, a vedete Boca de Caçapa, o ex-ajudante de palhaço Josafá e o cantor sem voz Benedito. Ele tenta organizar um grande teatro de revista numa renomada casa teatral carioca e para conseguir o dinheiro aplica vários golpes, ajudado pelos seus companheiros: assedia a viúva dona do teatro Virtuosa e compra a prazo e vende a vista diversos produtos ("operação filipeta"). A quantidade de credores a persegui-lo se torna enorme e para complicar ainda mais a situação, o antigo empresário que alugava o teatro, Galileu, busca evitar que João alcance o sucesso pois quer conseguir de volta o teatro, em condições mais vantajosas.

## Ligação externa
- BCC Acervo fotográfico Acessado em 15-04-14